# Вулиця Раціоналізаторів
Ву́лиця Раціоналіза́торів — зникла вулиця, що існувала в Дніпровському районі міста Києва, місцевість Соцмісто. Пролягала від вулиці Вінстона Черчилля до вулиці Роберта Лісовського.
Прилучався провулок Раціоналізаторів.

## Історія
Виникла у середині ХХ століття під назвою Нова. Назву Раціоналізаторів вулиця отримала 1955 року. Ліквідована наприкінці 1970-х років у зв'язку із розбудовою Дарницької промзони.